# Tennistoernooi van Brisbane 2017
|                                            |  |                                        |
| Karolína Plíšková, winnares bij de vrouwen |  | Grigor Dimitrov, winnaar bij de mannen |

Het tennistoernooi van Brisbane van 2017 werd van 1 tot en met 8 januari 2017 gespeeld op de hardcourt-buitenbanen van het Queensland Tennis Centre in Tennyson, een randgemeente van de Australische stad Brisbane. De officiële naam van het toernooi was Brisbane International.
Het toernooi bestond uit twee delen:
- WTA-toernooi van Brisbane 2017, het toernooi voor de vrouwen (1–7 januari)
- ATP-toernooi van Brisbane 2017, het toernooi voor de mannen (1–8 januari)

## Toernooikalender
| Brisbane          | januari 2017   | januari 2017 | januari 2017 | januari 2017 | januari 2017 | januari 2017 | januari 2017 | januari 2017 |
| Brisbane          | zon 1          | maa 2        | din 3        | woe 4        | don 5        | vrĳ 6        | zat 7        | zon 8        |
| ----------------- | -------------- | ------------ | ------------ | ------------ | ------------ | ------------ | ------------ | ------------ |
| vrouwenenkelspel  | 1e ronde       | 1e ronde     | 2e ronde     | 2e ronde     | kwartfinale  | halve finale | finale       |              |
| vrouwendubbelspel | 1e ronde       | 1e ronde     | 1e ronde     | 2e ronde     | 2e ronde     | halve finale | finale       |              |
| mannenenkelspel   | (kwalificatie) | 1e ronde     | 1e ronde     | 2e ronde     | 2e ronde     | kwartfinale  | halve finale | finale       |
| mannendubbelspel  | 1e ronde       | 1e ronde     | 1e ronde     | 2e ronde     | 2e ronde     |              | halve finale | finale       |

ATP-toernooi van Brisbane – WTA-toernooi van Brisbane

2009 · 2010 · 2011 · 2012 · 2013 · 2014 · 2015 · 2016 · 2017 · 2018 · 2019 · 2020 · 2021–2023 · 2024 · 2025